# David Rhodes
David John Sydney Rhodes (Londra, 2 maggio 1956) è un chitarrista e compositore britannico.

## Biografia
All'età di 21 anni fonda con David Ferguson quelli che, con Bill MacCormick, Simon Ainley e Pete Phipps, saranno i Random Hold.
Nel 1980 viene notato da Peter Gabriel, il quale gli chiede di partecipare alla registrazione del suo album omonimo, il terzo da solista. Da quel momento è collaboratore fisso del celebre artista, sia in studio che dal vivo.
Nel 1986 è stato anche collaboratore dei Talk Talk, venendo scelto come chitarrista per l'album The Colour of Spring e per il tour della band (alternandosi con John Turnbull e occasionalmente con Robbie McIntosh).
Rhodes è altresì noto per aver collaborato con Mango nel disco Credo (1997) e con Massimo Di Cataldo nel disco Dieci (1999). Inoltre ha composto la colonna sonora del film di animazione La gabbianella e il gatto.
Nel 1997 Franco Battiato lo chiama come chitarrista nel suo album L'imboscata, dal quale segue anche la sua partecipazione al tour del cantautore siciliano. La collaborazione con Battiato continua nel 2001 con la partecipazione all'album Ferro battuto e al tour dello stesso anno.
Nel 2005 ha composto la colonna sonora del film L'uomo perfetto.